# 法托斯·贝西拉伊
法托斯·贝西拉伊（1988年5月5日—），是一名阿尔巴尼亚裔黑山足球运动员，现效力于俄甲球队莫斯科戴拿模。
亚泰官网对其名字的翻译是贝切莱。

## 俱乐部生涯
贝西拉伊在家乡球队KF Shqiponja接受足球训练，2007年加盟同城的贝萨，参加科索沃联赛。他在2007/08赛季上半程表现出色，受到数支球队的关注，最终在2008年1月加盟黑山球队布杜克諾斯特他迅速在布杜克諾斯特站稳脚跟，在2008年上半年出场15次射进9球，帮助球队获得黑山顶级联赛冠军和黑山杯亚军。在接下来的两个赛季，他为布杜克諾斯特在62场比赛中射进28球，其中2008/09赛季以18个进球成为黑山联赛的最佳射手。
2010年8月30日，贝西拉伊转会加盟克罗地亚足球甲级联赛球队萨格勒布迪纳摩。在加盟球队的第一个赛季，他在22次出场中打进8球。2011/12赛季初期，贝西拉伊一度遭遇进球荒，但在连续8场未能取得进球后，他打开进球账户，并最终射进15球，成为历史上首名获得克罗地亚甲级联赛最佳射手称号的非克罗地亚籍球员。在这个赛季中，他还在欧冠联赛客场2比6不敌皇家马德里的比赛射进一球。
2014年2月底，贝西拉伊加盟中国足球超级联赛球队长春亚泰。

## 国家队生涯
2009年6月7日，贝西拉伊首次代表黑山U21国家队出场，在欧青赛预选赛中对阵哈萨克斯坦U21。他总共为黑山U21出场5次，没有进球。
2009年3月28日，他在2010年世界杯外围赛黑山主场0比2不敌意大利的第70分钟替补拉多米尔·贾洛维奇出场，上演成年国家队首秀。2010年11月17日，他射进在黑山国家队的首个进球，帮助球队在友谊赛2比0击败阿塞拜疆。